# كودي هال
كودي هال (بالإنجليزية: Cody Hall)‏ هو مصارع محترف أمريكي، ولد في 31 مايو 1991 في ميامي في الولايات المتحدة.

## وصلات خارجية
- كودي هال على موقع WrestlingData.com (الإنجليزية)
- كودي هال على موقع CageMatch worker (الإنجليزية)
- كودي هال على موقع قاعدة بيانات المصارعة على الإنترنت (الإنجليزية)
- كودي هال على موقع عالم المصارعة على الإنترنت (الإنجليزية)
- كودي هال على موقع عالم المصارعة على الإنترنت (الإنجليزية)
- كودي هال على موقع IMDb (الإنجليزية)
- كودي هال على موقع قاعدة بيانات الفيلم (الإنجليزية)